# Suippes
Suippes is een gemeente in het Franse departement Marne (regio Grand Est). De plaats maakt deel uit van het arrondissement Châlons-en-Champagne. Suippes telde op 1 januari 2022 3.898 inwoners. Ten noorden van de gemeente ligt het militaire domein Camp de Suippes.

## Geografie
De oppervlakte van Suippes bedroeg op 1 januari 2022 42,25 vierkante kilometer; de bevolkingsdichtheid was toen 92,3 inwoners per km².

## Demografie
Onderstaande figuur toont het verloop van het inwonertal (bron: INSEE-tellingen).